# Przekorny dom

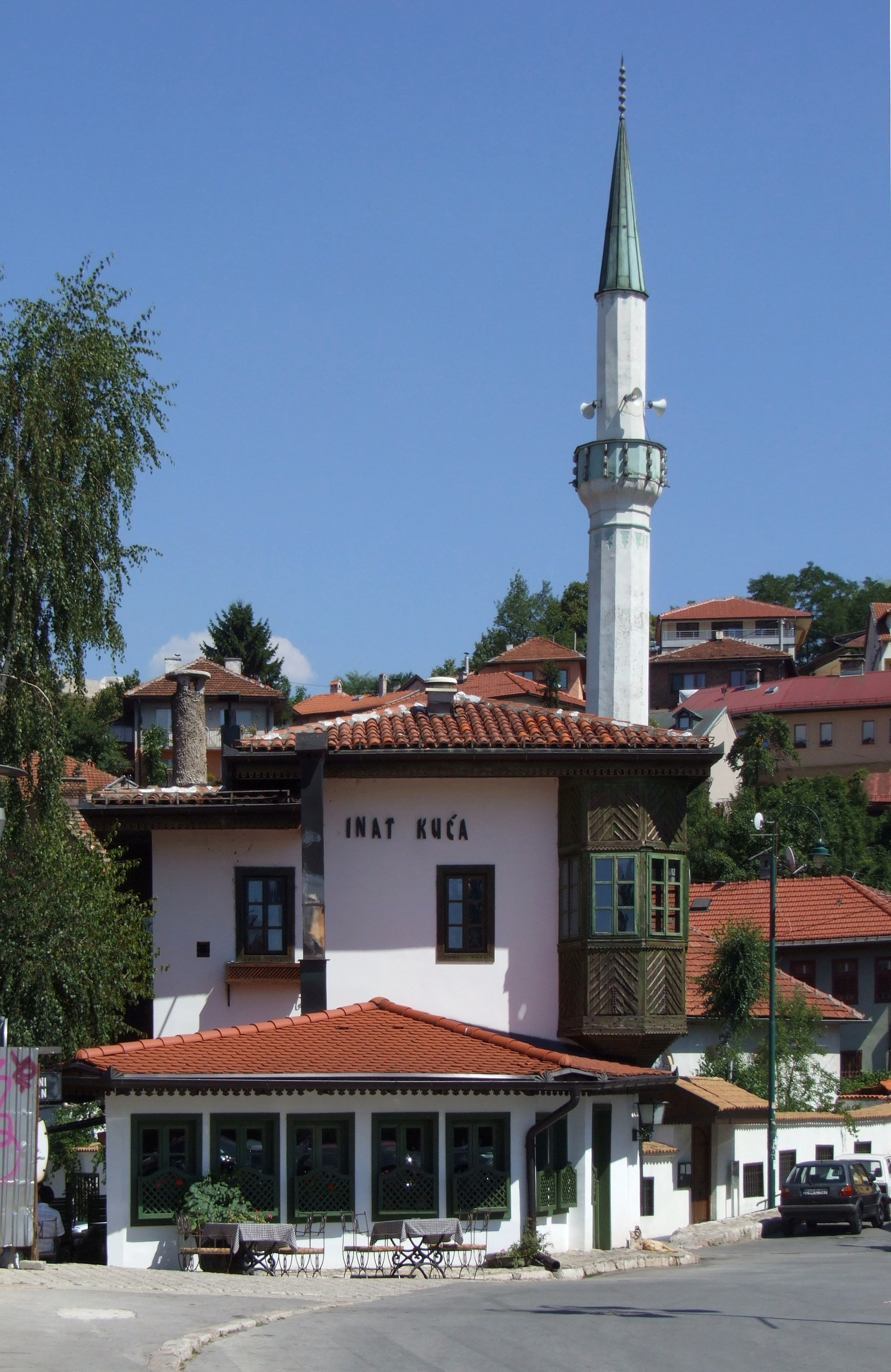
Przekorny dom

Przekorny dom (boś. Inad/Inat kuća) – dom mieszkalny na starym mieście w Sarajewie, nad rzeką Miljacką, w pobliżu Baščaršiji.
Tradycyjny dom bośniacki, będący atrakcją turystyczną miasta, ze względu na swoją historię, która wiąże się z budową (w połowie XVI wieku) meczetu Hadž (Hadžijska džamija). Na przeszkodzie budowie stał właśnie dom Inat, którego właściciel nie chciał zgodzić się na wyburzenie swojego domostwa pod budowę świątyni. W końcu zgodził się na przeniesienie domu na drugi brzeg Miljacki. Kiedy 200 lat później sarajewskie władze wybrały to miejsce na budowę okazałego ratusza, historia powtórzyła się z prawnukiem - tym razem dom wrócił prawie na swoje stare miejsce, obok meczetu Hadž, gdzie stoi do dziś. W części parterowej mieści się restauracja.